# Takó Sándor
Dr. Takó Sándor (Budapest, 1988. december 15. –) Többszörös Magyar Mozgókép-díjas producer, filmrendező, jogász, egyetemi oktató. Az első Netflix forgalmazású magyar filmsorozat, A martfűi rém producere. A Magyar Művészeti Akadémia alumni ösztöndíjas alkotója. A világhírű magyar filmesek életműveit feldolgozó Magyarok Hollywoodban könyvsorozat szerkesztője, kiadója. A Nemzeti Filmiroda Korhatár Bizottságának tagja.

## Életpályája
2007-ben érettségizett a budapesti Teleki Blanka Gimnáziumban. 2011-ben szerzett ’European Business Law’ diplomát az SAAS Foundation ösztöndíjasaként a nagy-britanniai University of Abertay Dundee jogi karán.
2012-ben végzett a Budapest Film Akadémia első, alapító évfolyamában, filmrendező-forgatókönyvíró szakirányon.
2013-ban szerzett jogász diplomát a Pázmány Péter Katolikus Egyetem Jog- és Államtudományi Karán.
Két féléves tematikára épülő filmjogi kurzusait 2015 óta oktatja különböző egyetemeken.
A Pázmány Péter Katolikus Egyetem Jog- és Államtudományi Karának, a Metropolitan Egyetem Média- és Mozgóképművészeti Intézetének, a Moholy-Nagy Művészeti Egyetem, valamint a Színház- és Filmművészeti Egyetem Film- és Médiaintézetének megbízott oktatója.
A Pázmány Péter Katolikus Egyetem Doktori Iskolájának doktorjelöltje, valamint az egyetemen működő, Dr. Koltay András által vezetett Médiajogi Kutatócsoport, valamint a Dr. Pogácsás Anett által vezetett Szellemi Tulajdonjogi kutatócsoport tagja. Számos jogi tanulmány szerzője, hazai és nemzetközi konferenciák, workshopok rendszeres előadója. A Magyar Művészeti Akadémia kiadásában 2021-ben jelent meg 'Film és jog a gyakorlatban – A filmkészítés egyes magánjogi kérdései' című tankönyve a CineFest Miskolci Nemzetközi Filmfesztiválon. A 2022-ben megjelent Szellemi Alkotások joga című egyetemi tankönyv szakmai lektora.
Gyakran hívott zsűritag különböző filmfesztiválokon.
Oktatói tevékenysége mellett 2011 óta tevékenykedik a hazai és nemzetközi filmgyártás területén filmalkotóként, jogi tanácsadóként.
2020 és 2023 között a Magyar Művészeti Akadémia film- és fotóművészeti tagozatának ösztöndíjas alkotója, 2023 szeptembere óta az MMA Alumni ösztöndíjasa. A Nemzeti Filmiroda mozifilmeket besoroló Korhatár Bizottságának tagja.

## Filmes tevékenysége
2018-ban alapította meg saját produkciós cégét, a hazai vonatkozású, de nemzetközi piacra szánt filmeket gyártó, filmszakmai kiadványokat kiadó FilmHungary-t.
2019 óta forgatja Fox vs Zukor – Egy hollywoodi történet című mozi bemutatásra készülő egész estés dokumentumfilmjét a Nemzeti Filmintézet támogatásával, a Nemzeti Filmarchívummal partnerségben, amely film Hollywood két magyar származású alapító atyjáról, a Paramount Pictures-t alapító Adolf Zukorról, és a 20th Century Fox stúdióalapítójáról, William Foxról életéről és Hollywood megalapításáról szól.  A világhírű UCLA Egyetem Film és Televíziós Intézetének szervezésében nemzetközi előadás-sorozatot tartott Los Angelesben 2019 novemberében Zukor és Fox munkásságáról, valamint Hollywood és a magyarok kapcsolatáról. Az Egyesült Államok és Magyarország diplomáciai kapcsolatának 100 évfordulója alkalmából a Liszt Institute New York felkérésére angol-magyar nyelvű interjúfilmet készített a két legendás filmmogul történetéről. A 22 perces, számos korabeli archív képet és felvételt tartalmazó kisfilmben az alkotók mellett megszólalnak a magyar film különböző képviselői a Zukor és Fox életmű kérdései kapcsán, köztük a nemzetközi Emmy-díjas Gera Marina, az Oscar-díjas Rofusz Ferenc, a Kossuth-díjas Sándor Pál, Fülöp József, a MOME rektora, Elekes Botond, az Uránia Nemzeti Filmszínház igazgatója, és Gelencsér Gábor filmtörténész. A film 2021 novemberében debütált a Liszt Institute New York online felületein. A Nemzeti Filmintézet 412,65 millió forintos támogatásával 2023-ban, kezdődött meg a film gyártása, olyan közreműködőkkel, mint az Oscar-díjas Kevin MacDonald, valamint a többek között a Trainspotting producereként is ismert, BAFTA-díjas Andrew MacDonald. Kiemelt partnere a filmnek még az ötszörös Emmy-díjas, a Paramount és a 20th Century Fox stúdiónak is világsikereket gyártó Csupó Gábor is.
A Puskás Ferenc gyermekkori kalandjait bemutató Puskás Öcsi és barátai című animációs sorozat producere. A pilot epizódot a Nemzeti Sporttal együttműködésben nagy sikerrel mutatták be 2020 április elsején, a világhírű futballista születésének 94. évfordulóján. A filmből a Nemzeti Filmintézet támogatásával 2023-ban 12 részes mesesorozat készült. A teljes sorozatot 2023. május 29-től vetíti az M2. A sorozatért 2024 júniusában az év legjobb animációs rövidfilmjének kategóriájában átvehette a Magyar Mozgókép-díjat.
A martfűi rém című négyrészes mini-sorozat producere. A martfűi rém első magyar sorozatként debütált a legnagyobb nemzetközi streaming szolgáltatón, a Netflixen 2020 augusztusában. A sorozat napokig a szolgáltató legnépszerűbb tartalma volt Magyarországon. A sorozat alkotójaként a texasi SXSW fesztiválon az év legjobb főcím díjára jelölték, olyan filmek alkotóival együtt, mint a Queen's Gambit. A sorozat producereként 2021-ben az év sorozat kategóriában Balatonfüreden átvehette a Magyar Filmakadémia által odaítélt Magyar Mozgókép Szemle díjat.
A 2021 áprilisában debütált Erdély – Ég és föld között  ismeretterjesztő sorozata, amelynek ötletgazda-producere, társrendezője volt. A produkciót a Magyarországon sikeres madártávlatból sorozatok mintájára, egy drónra szerelt nagy felbontású kamerával forgatták. Három évig készítették az alkotók, több mint húszezer kilométert megtéve, száznál is több legendás erdélyi helyszínt bejárva. A sorozat narrátora Reviczky Gábor Kossuth-díjas színművész. A produkció nagy sikerrel debütált a pünkösdi hosszú hétvégén, 670 ezer nézőt ültetett a televíziók elé a Duna TV-n, ezzel országos szinten a hétvége egyik legnézettebb műsora volt.
Az államalapítás ünnepén, 2023. augusztus 20-án a Duna televízió ünnepi műsorkínálatában debütált Az Árpádok felemelkedése című történelmi dokumentumfilmje. Álmos és Árpád vezér a korai magyar történelem első ismert államférfiai. Az Árpádok felemelkedése illusztrált jelenetekkel, ismeretterjesztő módon ered Álmos, Árpád és a magyarság nyomába. A film a jól ismert regéinken túl, a korabeli források feldolgozásával jeles szakemberek közreműködésével mutatja be a magyarok korai történelmét, és a következő évszázadokat meghatározó Árpád nemzetség egyedülálló felemelkedéstörténetét is. A filmet olyan neves szakértők segítették, mint Sudár Balázs, Zsoldos Attila, Bácsatyai Dániel, a Bölcsészettudományi Kutatóközpont történész munkatársai, B. Szabó János, a Budapesti Történeti Múzeum történésze, Csáji László Koppány kulturális antropológus, Révész László, a Szegedi Tudományegyetem régészprofesszora, Szenthe Gergely és Soós Bence, a Magyar Nemzeti Múzeum régészei, továbbá Cs. Andrási Réka, a Türr István Múzeum régésze és Szilágyi Krisztián Antal régész. A dokumentumfilmet a nagy sikerű Erdély – Ég és föld között című sorozatot is jegyző Csillagos Ötös Kft. gyártotta, producere Takó Sándor, forgatókönyvírója-rendezője Bárány Krisztián, szakértője Sudár Balázs, narrátora Csernák János, zeneszerzője Cseh István voltak. A filmet a kritika kiválóan fogadta, a Mandiner "példaértékű összefogás eredményeként" értékelte, a Magyar Nemzet azt emelte ki, hogy Az Árpádok felemelkedése az első film, amely "átfogóan mutatja be a magyarság IX-X. századi történetét". A HVG kritikusa, Lenthár Balázs a magyar történelmi dokumentumfilmek követendő példájaként említette a filmet, kritikájában azt írta, hogy "(...)míg A pozsonyi csatán, meg az Aranybullán leginkább csak – vérmérséklet függvényében – kacagni, illetve bosszankodni lehet, addig a Lovakon nyergekben, illetve a nem rég bemutatott Árpádok felemelkedése című filmek segítségével közelebb juthatunk a IX.–X. századi magyarság megértéséhez." A kritikában kiemelte, hogy a film "nem arra használta a történeti hátteret, hogy aktuálpolitikai üzeneteket csomagoljon bele, hanem egész egyszerűen egy történeti korszak mélyebb megértetésére tett kísérletet." A Cinemániás filmkritikus oldal úgy fogalmazott, hogy "manapság, amikor finoman szólva megosztó produkciók látnak sorra napvilágot hazánk történelmével kapcsolatosan, felemelő érzés az alkotók őszinte törekvését látni, miszerint olyan mozgóképpel meséljenek őseinkről, melyeket bárki nyugodtan megnézhet, nem fog benne csalódni. Létezik még ugyanis ismeretterjesztő alkotás, amely valóban szívből készül, legbensőbb indíttatás által kerül a vászonra és teljes mértékben hitelesen akarja tudtunkra adni; micsoda büszkeség magyarnak lenni." Ch Gáll András, az Index.hu kritikusa a következőket írta Takó filmjéről: "Mértéktartás, tárgyilagosság, forráskritika, és mindenekelőtt profizmus. Ezek azok a kellékek, amelyek nem árt, ha rendelkezésre állnak egy olyan Ismeretterjesztő történelmi dokumentumfilm forgatókönyvének elkészítésekor és forgatása közben, mint Az Árpádok felemelkedése című 54 perces alkotás, ami hosszát tekintve átmenetet képez a rövidfilm és az egész estét betöltő mozi között. Márpedig Takó Sándor producer, Bárány Krisztián rendező és nívós történészcsapatot összefogó, a Magyar Érdemrend Lovagkeresztjével kitüntetett Sudár Balázs, az iszlám misztika felkent tudora rendelkezik ezekkel a tulajdonságokkal."
A világhírű feltaláló, Nikola Tesla fiatalkorát és magyarországi időszakát feldolgozó Nikola Tesla – A fény gyermeke című dokumentumfilm rendezője, producere. A film Tesla közép-európai származását, s annak egyes állomásait mutatja átfogó módon. A film több mint három éven át készült. A 70 perces, egész estés magyar dokumentumfilm bejárja a világhírű feltaláló fiatalkorának főbb közép-európai államásait, és mindeközben átfogóan bemutatja a tudós drámai életét is. Az alkotók a feltaláló elbeszélései, a hozzáértő megszólalók és a pszichológusi szakvélemény mellett az utca emberét is megszólaltatták, nem utolsó sorban pedig a történetmesélés bizonyos részeihez kosztümös, vizuális montázsokat is forgattak. A film a legrangosabb magyar filmfesztiválon, a XIX. CineFest Miskolci Nemzetközi Filmfesztivál versenyfilmjeként debütált 2023 szeptemberében a CineDocs szekcióban. A film több díjnyertes filmet, így a berlini Arany Medve- (Az Adamanton), a velencei Arany Oroszlán-nyertes (Mennyi szépség és kín), Szarajevó (Rigó, rigó, szederinda) és Karlovy Vary (Blaga leckéi) fődíjasát is maga mögé utasítva a Mesterjátszma című filmmel holtversenyben elnyerte a fesztivál közönségdíját. A film 2024-ben elnyerte a Pápa International Film Festival-on a legjobb történelmi dokumentumfilmnek járó díjat.

## Magyarok Hollywoodban könyvsorozat
A világszerte ismert magyar származású filmes alkotók életrajzi és önéletrajzi műveit bemutató Magyarok Hollywoodban könyvsorozatot 2020-ban indította útjára. Produkciós cége, a FilmHungary a kötetek kiadója.  Állandó szerző- és szerkesztőtársa Kollarik Tamás.
2020 decemberében, több mint 70 évvel az eredeti művek megjelenése után, a kiadásában, fordításában jelent meg először magyarul Hollywood két magyar alapítójának önéletrajzi regénye, a Zukor Adolf: A közönség sohasem téved, valamint az Upton Sinclair bemutatja: William Fox.
A két legendás stúdióalapító után minden idők egyik legnagyobb filmzeneszerzője, a háromszor is Oscar-díjjal elismert Rózsa Miklós: Kettős élet című önéletírása, továbbá Hubai Gergely Zene: Miklós Rózsa című szakkönyve jelent meg a sorozat keretében magyarul 2022 áprilisán, a zeneszerző születésének 125. évfordulóján.
Folytatva a sorozatot, 2022 szeptemberében jelentet meg az ötszörös Emmy-díjas animációs filmrendezőről és producerről, Csupó Gáborról szóló könyv, a Kollarik Tamás és Takó Sándor által írt Takó Sándor – Kollarik Tamás: Csupó Gábor – A Pannónia stúdiótól a hollywoodi csillagig című kötet.
2022-ben indította útjára a Ruritánia könyvsorozatot. A könyvsorozatban a kiadó olyan Kárpát-medencei, magyar vonatkozású, például állítható történeteket, emberi teljesítményeket kíván feldolgozni, amelyek hozzájárultak ahhoz, hogy Magyarország és Közép-Európa kulturálisan gazdag és sokszínű legyen.
A könyvsorozat keretében jelent meg Janovics Jenő – Egy élet a magyar kultúra szolgálatában, a színháztól a mozivászonig címmel hiánypótló kötet Janovics Jenőről, a magyar nemzeti filmgyártás úttörőjéről. A 150 éve született erdélyi filmmogulról szóló kötetet Janovics sikereinek fő helyszínén, Kolozsváron, a Filmtettfeszt filmszemlén mutatták be 2022 októberében.
A sorozat keretében 2023 szeptemberében adta ki a Kevin Macdonald által írt  Pressburger Imre: Egy forgatókönyvíró élete is halála című könyvet, ami az Oscar-díjas Pressburger Imréről, az 1940-es 1950-es évek brit filmgyártásának kiemelkedő magyar filmalkotójáról szól. A könyvbemutatón a szerkesztők meghívására jelen volt Pressburger Imre két világhírű unokája, az Oscar-díjas Kevin Macdonald, valamint a Trainspotting producereként ismert Andrew Macdonald is.

## Kutatási területe
Kutatási területe Hollywood magyar vonatkozásai, valamint a filmkészítés jogi kérdései, így különösen a filmalkotásokkal kapcsolatos szerzői jogi, kötelmi jogi, médiajogi szabályozás, beleértve a hazai és uniós filmtámogatást, és a filmigazgatás intézményi és szabályozási hátterét.

## Filmográfia
| Év   | Filmcím                                                        | Műfaj                     | Rendező                       | Producer                                   |
| ---- | -------------------------------------------------------------- | ------------------------- | ----------------------------- | ------------------------------------------ |
| 2020 | A martfűi rém                                                  | fikciós minisorozat       | Sopsits Árpád                 | Ferenczy Gábor, Takó Sándor, Tőzsér Attila |
| 2021 | Erdély – Ég és Föld között                                     | ismeretterjesztő-sorozat  | Takó Sándor, Bárány Krisztián | Takó Sándor                                |
| 2021 | Zukor and Fox – The founding fathers of Hollywood              | rövid dokumentumfilm      | Takó Sándor, Kollarik Tamás   | Takó Sándor, Kollarik Tamás                |
| 2021 | A magyar választási rendszer                                   | animációs oktatófilm      | Gellár Csaba                  | Takó Sándor                                |
| 2022 | A 101. magyar népmese – Portréfilm Mikulás Ferencről           | dokumentumfilm            | Novák Tamás, Vincze Zsuzsa    | Novák Tamás, Takó Sándor (ko-producer)     |
| 2022 | Az állampolgári szerepvállalás helyi színtere: az önkormányzat | animációs oktatófilm      | Gellár Csaba                  | Takó Sándor                                |
| 2023 | Puskás Öcsi és barátai                                         | animációs sorozat         | Gellár Csaba                  | Lajos Tamás, Takó Sándor, Bederna László   |
| 2023 | Nikola Tesla – A fény gyermeke                                 | dokumentumfilm            | Takó Sándor, Bánovits Ottó    | Takó Sándor, Romwalter Judit (ko-producer) |
| 2023 | Az Árpádok felemelkedése                                       | történelmi dokumentumfilm | Bárány Krisztián              | Takó Sándor                                |

## Díjai, jelölései
- 2024. Magyar Mozgókép-díj – legjobb rövid animációs film – nyertes – Puskás Öcsi és barátai
- 2024. Pápa International History Film Festival – legjobb történelmi dokumentumfilm – nyertes – Nikola Tesla – A fény gyermeke
- 2023. CineFest Miskolci Nemzetközi Filmfesztivál – közönségdíj – nyertes – Nikola Tesla – A fény gyermeke
- 2023. CineFest Miskolci Nemzetközi Filmfesztivál – CineDocs – jelölt – Nikola Tesla – A fény gyermeke
- 2023. CineFest Miskolci Nemzetközi Filmfesztivál – CineNewWave – jelölt – Magány
- 2023. Kecskeméti Animációs Filmfesztivál – legjobb animációs televíziós-sorozat – jelölt – Puskás Öcsi és barátai
- 2023. Austrian History Film Festival – legjobb film (kora- és késő középkori kategória) – jelölt – Az Árpádok felemelkedése
- 2022. Magyar Mozgókép-díj – legjobb dokumentumfilm – jelölt – A 101. magyar népmese
- 2021. Magyar Mozgókép-díj – legjobb filmsorozat – nyertes – A martfűi rém
- 2021. SXSW  – legjobb filmintro – jelölt – A martfűi rém

## Jelentősebb publikációi
- Takó Sándor – Kollarik Tamás: Csupó Gábor: A Pannónia stúdiótól a hollywoodi csillagig. Magyarok Hollywoodban könyvsorozat. FilmHungary, 2022.[48]
- Takó Sándor: Logók, márkák a filmvásznon. „Szellemi alkotások az ember szolgálatában” – Professzor – Dr. Tattay Levente tiszteletére szervezett emlékkonferencia tanulmánykötete (Szerk.: Pogácsás Anett) 2022. p. 211-241.[49]
- Takó Sándor – Kollarik Tamás: Film és jog a gyakorlatban. A filmkészítés folyamatát övező egyes magánjogi kérdések. Magyar Művészeti Akadémia Művészetelméleti és Módszertani Kutatóintézet, Budapest, 2021.
- Takó Sándor – Kollarik Tamás: A Zukor és Fox sztori – Hollywood magyar alapítói. Valóság. A Tudományos Ismeretterjesztő Társulat havi folyóirata. 2020/6.[50]
- Takó Sándor – Kollarik Tamás: Magyar úttörők az álomgyárban. Országút Magazin, 2020. április 20-27. szám[51]
- Takó Sándor – Kállay Eszter – Kollarik Tamás: A Nemzeti Média- és Hírközlési Hatóság Médiatanácsa, valamint az Országos Rádió és Televízió Testület által a helyi (és körzeti) televíziók számára nyújtott támogatások jogszabályi háttere, a támogatás eszközrendszere és a támogatás mértéke 1996-2019 között. In: Annales tanulmánykötet sorozat, Tomus XII. / Annales book series, Vol. 12. 2019.
- Takó Sándor: A filmforgalmazás magánjogi kérdései. A filmforgalmazási szerződés. In Medias Res. Budapest 2018/2. pp. 309–326.
- Taba Miklós – Takó Sándor: Film koprodukciós lehetőségek Európában. In: Kollarik Tamás – Varga Balázs (szerk.) Mozgókép és paragrafusok. A filmgyártás intézményi és szabályozási kérdései. (Fundamenta Produnda 10.) Magyar Művészeti Akadémia Művészetelméleti és Módszertani Kutatóintézet, Budapest, 2018. pp 231–259.
- Pető Kata – Takó Sándor: A közvetett filmtámogatás tagállami mintái. In: Kollarik Tamás – Varga Balázs (szerk.) Mozgókép és paragrafusok. A filmgyártás intézményi és szabályozási kérdései. (Fundamenta Produnda 10.) Magyar Művészeti Akadémia Művészetelméleti és Módszertani Kutatóintézet, Budapest, 2018. pp 201–231.
- Pető Kata – Takó Sándor: A Kreatív Európa Program. In: Kollarik Tamás – Varga Balázs (szerk.) Mozgókép és paragrafusok. A filmgyártás intézményi és szabályozási kérdései. (Fundamenta Produnda 10.) Magyar Művészeti Akadémia Művészetelméleti és Módszertani Kutatóintézet, Budapest, 2018. pp 41–65.
- Takó Sándor – Kollarik Tamás: Film Financing and Audiovisual policy in Hungary after the accession to the European Union. In: Szabó Marcel – Láncos Petra Lea – Varga Réka (szerk.) Hungarian Yearbook of International and European Law. Eleven International Publishing Amsterdam, 2017. pp. 287–310.
- Takó Sándor: Az emberi képmás filmalkotási és filmterjesztési célú felhasználásának személyiségi jogi vonatkozásai. In: Görög Márta – Menyhárd Attila – Koltay András (szerk.) A személyiség és védelme – Az Alaptörvény VI. cikkelyének érvényesülése a magyar jogrendszeren belül. Budapest 2017.pp. 309–330.
- Takó Sándor: A filmcenzúra fejlődéstörténete Magyarországon a “gépszínházak” megjelenésétől a rendszerváltásig. In: Koltay András – Török Bernát (szerk.) Sajtószabadság és médiajog a 21. század elején IV. Wolters Kluver, Budapest 2017. pp. 85–117.
- Takó Sándor: A drónok alkotói célú felhasználásának szerzői jogi kérdései (Iparjogvédelmi és Szerzői Jogi Szemle, 2016/2. pp. 52–63.
- Takó Sándor – Takó-Bencze Franciska: Drónok harca, avagy a pilóta nélküli légi járművek kereskedelmi célú felhasználásának szabályozása hazánkban és a nagyvilágban, különös tekintettel a filmgyártási kérdésekre. Magyar Jog – 63. évf., 10. sz. (2016. október) pp. 589–596.
- Takó Sándor: A filmkészítés folyamatát övező polgári jogi kérdések Magyarországon és az Egyesült Államokban, különös tekintettel a szerzői jogra. Iparjogvédelmi és Szerzői Jogi Szemle, 2014/2. pp. 5–58.[52]

## További intézkedések
- Takó Sándor a PORT.hu-n (magyarul)
- Takó Sándor az Internet Movie Database-ben (angolul)